# 양성자 펌프 억제제
양성자 펌프 억제제(영어: proton-pump inhibitors, PPI)는 위산 분비를 현저하고 지속적이게 억제하는 약물의 일종으로, 부작용이 상대적으로 적어 흔히 처방되는 약물이다. PPI는 위 기능을 보호하는데 H2 차단제와 함께 공격인자를 억제하는 약제로 분류된다. PPI는 가장 강력한 위산 분비 억제제로 꼽히며 기능적으로는 유사하지만 작용 기전이 다른 H2 차단제를 상당부분 대체하였다.
PPI는 세계에서 가장 널리 판매되는 약물 중 하나이다. 또한 처음으로 개발된 PPI인 오메프라졸은 세계보건기구의 필수 의약품 목록에 있으며, 안전하고 효과적인 의약품으로서 의료체계에 반드시 필요한 약물이다. PPI로 분류되는 약제마다 비용의 차이가 있으며, 약물 종류에 따라 한 약제가 다른 약제보다 효과가 있다는 확실한 증거는 없다.

## 의학적 사용
PPI는 다음과 같은 많은 질환의 치료에 사용된다.
- 소화불량[8][9]
- 소화성 궤양. 출혈을 내시경으로 치료한 이후에도 사용된다.[10]
- 위나선균(Helicobacter pylori) 제균 치료의 일부로서 사용[11]
- 위 식도 역류병(GERD), 내시경에서 이상을 보이지는 않으나 증상이 있는 역류병,[12] GERD와 관련하여 후두염을 일으키는 후두인두역류,[13] 만성 기침[14]의 치료에도 사용된다.
- 바렛 식도[15]
- 호산구성 식도염[16]
- 스트레스성 위염 치료와 집중치료 시 궤양 예방[17]
- 가스트린종, 그 외 위산 과다분비를 유발하는 졸링거-엘리슨 증후군 등의 질환. 이 경우 종종 평소 용량의 2~3배를 투여해야 한다.[18]

전문 기관에서는 장기간 위 식도 역류병 치료에 PPI를 사용하는 경우, 원하는 치료 효과를 얻기 위해서는 최저 유효 용량을 복용하도록 권장한다. 미국 식품의약국(FDA)는 프릴로섹 OTC와 같이 처방전 없이 살 수 있는(OTC) PPI는 1년간 3회 이하, 14일보다 오래 사용하면 안된다고 권고한다.
PPI는 광범위하게 사용되지만 각 질환에 사용할 수 있다는 근거의 질은 질환마다 상이하다. 또한 모든 경우에 대해 PPI의 유효성이 입증되지는 않았다. 예를 들어 PPI는 바렛 식도 환자에서 식도선암종 발생률을 감소시킬 수 있지만 바렛 식도가 발생한 길이는 바꾸지 못한다. 또한 영국에서의 연구는 PPI가 지속적인 인후 증상을 치료하는 데에는 효과적이지 못하다고 주장한다.

### 치료 중단
종종 PPI는 필요 이상으로 오랜 기간 쓰이기도 한다. 입원했거나 일차 진료소에서 진찰을 받은 환자의 절반은 장기간 PPI 치료의 사유가 문서로 기록되어 있지 않다. 몇몇 연구자들은 PPI의 장기간 효과에 대한 근거는 거의 없기 때문에, 약물의 비용과 잠재적인 해로운 효과를 고려하면 임상의가 많은 사람들에게 PPI 치료 중단을 고려해야 한다고 생각한다.
속쓰림, 심하지 않은 위 식도 역류병이나 식도염을 이유로 PPI를 쓰고 있던 환자에서 치료 시작 4주 뒤 증상이 해소되었다면 PPI 치료를 중단할 수 있다. 바렛 식도, 출혈이 있는 위궤양 환자인 경우 치료 중단은 권고하지 않는다. 먼저 약물 용량을 줄이거나 증상이 있을 때만 환자에게 약물을 복용하게 하여서 치료를 중단할 수 있다.

## 약동학
오메프라졸의 흡수율은 약물 복용과 동시에 음식을 섭취할 시 감소한다. 또한 란소프라졸과 에소메프라졸의 흡수도 음식에 의해 감소하며 지연된다. 그러나 이러한 약동학적인 효과는 효능에는 큰 영향이 없다고 알려져 있다.
건강한 사람에서 PPI의 반감기는 1시간 정도이며 테나토프라졸의 경우 약 9시간이다. 그러나 산 억제 효과는 48시간 지속되는데 이는 PPI가 수소-칼륨 ATP가수분해효소에 비가역적으로 결합하기 때문이다. 테나토프라졸을 제외한 모든 PPI는 간의 CYP 효소, 주로 CYP2C19와 CYP3A4에 의해 빠르게 대사된다. 억제성 복합체가 해리되는 것은 내인성 항산화제인 글루타티온 때문이라고 생각되는데, 글루타티온은 오메프라졸 황화물을 방출시켜 효소를 다시 활성화시킨다.

## 약제별 효과 비교
FDA의 PPI 약제별 승인사항은 다음과 같다.
| Indication               | 오메프라졸 | 에소메프라졸 | 란소프라졸 | 덱스란소프라졸 | 판토프라졸 | 라베프라졸 |
| 위식도역류질환           |            |              |            |                |            |            |
| ------------------------ | ---------- | ------------ | ---------- | -------------- | ---------- | ---------- |
| 미란성 식도염 - 초치료   | 예         | 예           | 예         | 예             | 예         | 예         |
| 미란성 식도염 - 유지치료 | 예         | 예           | 예         | 예             | 예         | 예         |
| 비미란성 식도염(NERD)    | 예         | 예           | 예         | 예             | 아니오     | 예         |
| 소화성궤양               |            |              |            |                |            |            |
| 십이지장궤양 - 초치료    | 예         | 아니오       | 예         | 아니오         | 아니오     | 예         |
| 십이지장궤양 - 유지치료  | 아니오     | 아니오       | 예         | 아니오         | 아니오     | 아니오     |
| 위궤양 - 초치료          | 예         | 아니오       | 예         | 아니오         | 아니오     | 아니오     |
| NSAID 관련 궤양 - 초치료 | 아니오     | 아니오       | 예         | 아니오         | 아니오     | 아니오     |
| NSAID 관련 궤양 - 예방   | 아니오     | 예           | 예         | 아니오         | 아니오     | 아니오     |
| 졸링거-엘리슨 증후군     | 예         | 예           | 예         | 아니오         | 예         | 예         |
| H. pylori의 치료         |            |              |            |                |            |            |
| 2제 요법                 | 예         | 아니오       | 예         | 아니오         | 아니오     | 아니오     |
| 3제 요법                 | 예         | 예           | 예         | 아니오         | 아니오     | 예         |